# Aissa Edon
Aissa Edon (c. 1981/1982) es una partera maliense, radicada en Londres y activista contra la mutilación genital femenina. 

## Trayectoria
Aissa Edon fue víctima de mutilación genital femenina a la edad de 6 años y habla públicamente sobre su experiencia violenta. Fue adoptada por una familia francesa, pudo recibir atención para las complicaciones que estaba experimentando, incluidos problemas psicológicos, infecciones del tracto urinario y dolores crónicos.
En 2016 comenzó a trabajar con víctimas de mutilación genital femenina en Suiza, Francia, Bélgica y el Reino Unido. En 2014, creó la fundación The Hope Clinic, para concienciar sobre la mutilación genital femenina y ayudar a las mujeres que la han sufrido.

## Reconocimientos
En 2016 recibió el premio Mary Seacole Scholar Award del Royal College of Nursing  y, en 2015, fue una de las 100 mujeres elegidas por la BBC como las más inspiradoras del mundo ese año.